# 鳥羽ゆう子
鳥羽 ゆう子（とば ゆうこ、本名：鳥羽 結子 - とば ゆうこ、5月23日 - ）は、長崎県出島出身の日本の演歌歌手である。

## 略歴・人物
幼少時代、原爆を体験。
小学生時に長崎から諫早市に転居、10代で楽団のボーカル担当。島倉千代子コンテスト優勝。
10代半ばで歌手を志し単身上京。当時のビクター音楽院で学び、作曲家等に師事する。
1980年代より神奈川でカラオケ団体「千鳥の会」の主宰。
全国カラオケ指導協会主催大会で２度優勝。公認教授資格。
イベント・ゲスト・歌謡ショー等で47都道府県を数周達成。

刑務所歌謡・講演慰問で表彰されている。
政財界、芸能界の交友関係が幅広い。
また、年齢を経てからも行政主催の女性フォーラム等の講演依頼により、精力的に活動している。

## 経歴
- 1990年：「夫婦富士」でデビュー。
- 1998年：キングレコードヒット奨励賞受賞。

## 作品
- 「夫婦富士」（作詞：峰よしを／作曲：表　清吾／編曲：平川竜城）
- 「女の雪酒場」（作詞：峰よしを／作曲：表　清吾／編曲：平川竜城）
- 「心に花を」（作詞：鳥羽ゆう子／作曲：すずき英明／編曲：鈴木英明）

## ラジオ
- 鳥羽ゆう子の飛び飛べ歌謡曲(NBCラジオ)
- 鳥羽ゆう子の陽気に歌の旅(レインボーFM)
- 鳥羽ゆう子の人生旅紀行(レインボーFM)